# Seekopf (Venedigergruppe)
Seekopf är en bergstopp i Österrike.   Den ligger i bergområdet Venedigergruppe i  distriktet Lienz och förbundslandet Tyrolen, i den centrala delen av landet, 300 km väster om huvudstaden Wien. Toppen på Seekopf är 2 869 meter över havet.
Terrängen runt Seekopf är huvudsakligen bergig, men den allra närmaste omgivningen är kuperad. Närmaste större samhälle är Mittersill, 16,1 km norr om Seekopf. 
Trakten runt Seekopf består i huvudsak av gräsmarker. Runt Seekopf är det ganska glesbefolkat, med 29 invånare per kvadratkilometer.